# Air Movement and Control Association International
Die Air Movement and Control Association International, Inc. (AMCA) ist eine unabhängige, internationale und nichtkommerzielle Organisation, die Normen und Zertifizierungen für lufttechnische Geräte und Anwendungen entwickelt, festlegt und überwacht. Der Sitz befindet sich in Arlington Heights (Illinois). Eine vergleichbare Einrichtung in Europa ist beispielsweise die Eurovent oder der TÜV. Das AMCA-Siegel gilt auf dem amerikanischen und asiatischen Markt als Qualitätsmerkmal.

Logo

Zu den von der AMCA zertifizierten lufttechnischen Anwendungen zählen hauptsächlich Ventilatoren, Lüfter und Luftschleier sowie Luftmessstationen und Laborprüfstände zur Messung von z. B. Luft- und Schallleistungen.
Die AMCA wurde 1955 gegründet und ging aus der Fusion der Vorgängerorganisationen National Association of Fan Manufacturers (NAFM), Power Fan Manufacturers Association (PFMA) und der Industrial Unit Heater Association (IUHA) hervor. Die Organisation hat ihren Sitz in Arlington Heights im US-Bundesstaat Illinois. Präsident der Organisation ist Michael Barry. Mitglied der AMCA können Hersteller von lufttechnischen Anwendungen wie Ventilatoren, Lüfter und Luftschleier sowie Luftmessstationen und Laborprüfständen werden.

## Ziele und Aufgaben
Die Organisation sieht ihre Aufgabe darin, das Wachstum der Branche für lufttechnische Anwendungen zu fördern und mit dem öffentlichen Interesse zu vereinbaren. Dazu zählen unter anderem die Unterstützung der Hersteller bei der Entwicklung und Einhaltung von Prüfmethoden zur Produktzertifizierung sowie repräsentative Aufgaben, die die Branche betreffen.

## AMCA-Standards
AMCA gibt Standards und Normen für Entwicklung, Herstellung sowie Zertifizierung von lufttechnischen Anwendungen und Prüfstationen heraus.
Bei diesen Standards handelt es sich um Hinweise und Empfehlungen für Techniker und Ingenieure, die bei der Konstruktion und Entwicklung, Bewertung und Fehlerbehebung von lufttechnischen Anwendungen zu Rate gezogen werden können. Mehrere von der AMCA veröffentlichten Standards und Richtlinien sind vom American National Standards Institute anerkannt und übernommen worden. AMCA International ist mit seinen Mitgliedsunternehmen und Laboren in Komitees der Internationalen Organisation für Normung vertreten und damit an der Entwicklung weltweiter Industriestandards beteiligt.

## Zertifizierung
Das AMCA-Zertifikat ist hauptsächlich für die Zertifizierung von Ventilatoren bekannt. Hersteller von Lüftungs- und Klimageräten können das AMCA-Siegel mit einem Zertifizierungsprogramm, dem Certified-Rating-Programm (CRP) erhalten, wenn die Geräte den dort vorgeschriebenen Normen und Standards entsprechen. Bei Ventilatoren werden dabei hauptsächlich Luft- und Schallleistung messtechnisch erfasst. Die Luftleistung beinhaltet die Messung der physikalischen Größen Volumenstrom, Luftdruck, Leistung und Wirkungsgrad sowie den dazugehörenden Kennlinienverlauf. Die Schallleistung setzt sich aus der saug- und druckseitigen Schallleistung des Gerätes zusammen. Weitere lufttechnische Anwendungen wie Lüfter und Verdampfer werden bspw. auf Druckabfall, Ausströmverhalten und Spritzwasserbeständigkeit getestet.